# 那珂川駅
那珂川駅（なかがわえき）は、かつて茨城県水戸市にあった日本国有鉄道（国鉄）常磐線（貨物支線）の貨物駅（廃駅）である。
1890年（明治23年）に水戸鉄道（初代）によって開設された貨物駅である。開業前年の4月5日、水戸を訪れた正岡子規が、敷設工事の様子を『水戸紀行』に記している。那珂川の水運と鉄道輸送の結節点として機能していた。
当駅につながる貨物支線は、水戸駅から水戸城空堀を経て当駅手前まで水郡線と並走しており、廃止まで非電化であった。
駅用地の奥には、国鉄水戸鉄道管理局の職員研修施設である水戸鉄道学園が設置されており、研修に使われる車両が当駅への貨物支線を使って搬入されていた。公式には貨物支線の廃止は1984年（昭和59年）だが、水戸鉄道学園の廃止は1987年（昭和62年）であり、その頃まで使われていた。

## 歴史
- 1890年（明治23年）11月26日 - 水戸鉄道水戸 - 当駅間開業により、那珂川貨物取扱所として設置[1]。
- 1892年（明治25年）3月1日 - 水戸鉄道が日本鉄道に事業譲渡。
- 1906年（明治39年）11月1日 - 日本鉄道が国有化され、官設鉄道の所属となる[1]。貨物取扱所から停車場「那珂川駅」となる[1]。
- 1909年（明治42年）10月12日 - 線路名称制定により常磐線の所属となる。
- 1949年（昭和24年）6月1日 - 日本国有鉄道が発足。
- 1942年（昭和17年）4月1日 - 小荷物（特別扱雑誌）の取扱い開始[1]。
- 1954年（昭和29年）9月1日 - 小荷物（特別扱雑誌）の取扱い廃止[1]。
- 1984年（昭和59年）2月1日 - 廃止[1]。

## 隣の駅
日本国有鉄道
常磐線（貨物支線）
水戸駅 - （貨）那珂川駅

## 跡地
跡地には、水戸中央郵便局建て替え工事に伴い、仮設プレハブ局舎（郵便課・集配課作業棟）が設置された。局舎撤去後、1988年（昭和63年）に水戸市営城東住宅A棟が、1992年（平成4年）に同住宅B棟が建てられている。その隣には、それまで水戸駅南口にあったJRバス関東水戸支店が1990年（平成2年）に当地へ移転している。JRバス関東水戸支店となったのは当駅跡地の3割程度で、残りは水戸鉄道学園の跡地なのだが、もともとは水戸鉄道学園も当駅の敷地内に設置されたものである。